# The Who: Then and Now
The Who: Then and Now is een periodeverzameling van de Britse rockband The Who. Het album werd in 2004 uitgegeven met als beoogd doel het ondersteunen van hun comeback single, "Real Good-Looking Boy" / "Old Red Wine". Het overige gedeelte van het album bevat hitsingles uit de jaren zestig, zeventig en tachtig. In 2007 werd het album opnieuw uitgegeven, ditmaar ter ondersteuning van de single "It's Not Enough", dat op deze uitgave staat in plaats van "Old Red Wine".

## Track listing
Uitgave 2004:
| 1. "I Can't Explain" – 2:06 2. "My Generation" – 3:18 3. "The Kids Are Alright" – 2:46 4. "Substitute" – 3:48 5. "I'm a Boy" – 2:37 6. "Happy Jack" – 2:11 7. "I Can See for Miles" – 4:07 8. "Magic Bus" – 3:20 9. "Pinball Wizard" – 3:02 10. "See Me, Feel Me" – 3:24 | 11. "Summertime Blues" (live) – 3:24 12. "Behind Blue Eyes" – 3:41 13. "Won't Get Fooled Again" – 8:32 14. "5:15" – 4:52 15. "Love Reign O'er Me" – 3:12 16. "Squeeze Box" – 2:42 17. "Who Are You" – 5:07 18. "You Better You Bet" – 5:37 19. "Real Good-Looking Boy" – 5:42 20. "Old Red Wine" – 3:43 |

De Japanse versie bevat nog vijf extra nummers:
1. "Great Shakes"
2. "Magic Bus (Volledige Mono-versie)"
3. "Eyesight to the Blind (Alternatieve zang)"
4. "Postcard (Onuitgegeven EP-versie)"
5. "I Don't Even Know Myself (EP-versie)"

2007 uitgave:
De uitgave is grotendeels gelijk aan die van 2004. Er zijn twee wijzigingen:
- "Baba O'Riley" in plaats van "Summertime Blues"
- "It's Not Enough" in plaats van "Old Red Wine"